# Levy Adcock
Pour les articles homonymes, voir Adcock.
(en) Statistiques sur pro-football-reference
Levy Adcock (né le 12 novembre 1988 à Claremore) est un joueur américain de football américain. Il joue actuellement avec les Cowboys d'Oklahoma State.

## Enfance
Adcock étudie à la Sequoyah High School de sa ville natale de Claremore où il est grand athlète, compté parmi les meilleurs joueurs de l'État de l'Oklahoma en football américain, basket-ball et baseball, devenant le premier joueur du comté de Rogers à réaliser ce fait.

## Carrière

### Université
Il entre d'abord au Northeastern Oklahoma A&M College en 2007, jouant pendant deux saisons avec cette équipe. En 2009, il est transféré à l'université d'État d'Oklahoma, jouant d'abord dans l'équipe spéciale et occasionnellement comme tight end. En 2010, il devient tackle titulaire et remportant l'honneur de figurer dans l'équipe de la conférence Big 12 de la saison. L'année suivante, il fait partie des meilleurs joueurs universitaire, étant nommé dans l'équipe All-America de la saison 2011, après avoir effectué sa dernière année universitaire.

## Palmarès
- Équipe de la conférence Big 12 2010
- Équipe All-America 2011